# Into the green
『into the green』（イントゥー・ザ・グリーン）は、cinema staffの1枚目のメジャー・デビューEP。2012年6月20日に、ポニーキャニオンからリリースされた。

## 概要
cinema staffがポニーキャニオンに移籍後、初となる作品。つまり本作がメジャーデビュー作品となる。
今作には、新曲2曲と、インディーズ時代からライブでは定番曲となっている、楽曲4曲を再録したものが収録されている。その理由として、「前に撮ったものに納得していなかった。メジャーデビューのタイミングで撮り直したいと思ったから」と話している。

## 収録曲
（全作詞：三島想平、作曲・編曲：cinema staff）
1. into the green [5:12]
三島が精神的に苦しい状況の中、制作された楽曲であり、この楽曲ができて、「自分が救われるような思いがした」とコメントしている[3]。
2. 棺とカーテン [3:13]
3. チェンジアップ(Re-Recording) [3:06]
2ndミニアルバム「Symmetoronica」収録
4. 優しくしないで(Re-Recording) [4:02]
1stミニアルバム「document」収録
5. KARAKURI in the skywalkers(Re-Recording) [3:37]
1stミニアルバム「document」収録
6. AMK HOLLIC(Re-Recording) [4:09]
1stミニアルバム「document」収録